# شيل سيلفرشتاين
شيل سيلفرشتاين (25 سبتمبر 1930 - 10 ماي 1999) (بالإنجليزية: Shel Silverstein)‏ هو مؤلف كتب للأطفال وملحن وكاتب سيناريو وممثل ومخرج أمريكي.
تُرجمت أعماله إلى أكثر من 30 لغة، وتم بيع أكثر من 20 مليون نسخة. حصل على جائزتي غرامي، بالإضافة إلى جائزة الغولدن غلوب وجائزة الأوسكار.
من أهم أعماله الشجرة المعطاء التي أصدرها سنة 1964.

## مسيرته
ولد سيلفرشتاين في عائلة يهودية، ونشأ في حي لوغان سكوير في شيكاغو، وولج مدرسة روزفلت الثانوية، وبعد ذلك، جامعة إلينوي في إربانا-شامبين، والتي طرد منها. ثم التحق بأكاديمية شيكاغو للفنون الجميلة.

## روابط خارجية
- شيل سيلفرشتاين على موقع IMDb (الإنجليزية)
- شيل سيلفرشتاين على موقع الموسوعة البريطانية (الإنجليزية)
- شيل سيلفرشتاين على موقع ميوزك برينز (الإنجليزية)
- شيل سيلفرشتاين على موقع قاعدة بيانات برودواي على الإنترنت (الإنجليزية)
- شيل سيلفرشتاين على موقع إن إن دي بي (الإنجليزية)
- شيل سيلفرشتاين على موقع أول ميوزيك (الإنجليزية)
- شيل سيلفرشتاين على موقع ديسكوغز (الإنجليزية)
- شيل سيلفرشتاين على موقع قاعدة بيانات الفيلم (الإنجليزية)